# Bambi (danseuse)
Pour les articles homonymes, voir Bambi et Pruvot.
Marie-Pierre Pruvot, dite Bambi, née le 11 novembre 1935 aux Issers (Algérie), est une meneuse de revue et écrivaine française. Femme trans, elle fait carrière dans le spectacle dans les années 1950 et 1960. Elle reprend ensuite ses études et devient professeure de lettres modernes en 1974 avant de se consacrer à l'écriture d'autofiction, notamment sous le nom de Marie-Pier Ysser.

## Biographie

### Enfance
Assignée garçon à la naissance, elle grandit en Algérie, alors française, à Bordj Menaïel, aux Issers en Kabylie et à La Pointe Pescade.
Quand elle a 10 ans, sa sœur meurt[réf. souhaitée] ; son père décède quatre ans plus tard.
L'enfant vit alors dans un environnement féminin, lit beaucoup, coud et brode. Elle fait l'expérience d'une dysphorie de genre notamment du fait de son prénom masculin (« Je détestais mon prénom car c'était un prénom masculin »).  Et lorsque vient la puberté, elle vit une époque douloureuse :  « Le plus pénible est de m’être crue seule au monde dans mon cas. » Elle stoppe ses études à 16 ans, ne se sentant pas d'étudier dans un lycée de garçons.
Adolescente, elle est mise en pension chez son oncle et sa tante qui tiennent un café de la banlieue d’Alger. Là, elle découvre le Casino de la corniche et y voit jouer Coccinelle, artiste transgenre de cabaret. C'est une révélation : elle décide de « vivre comme une femme »,.

### Meneuse de revue à Paris
Elle s'embarque pour Paris, alors qu'elle n'a pas encore 18 ans (à cette époque l'âge de la majorité est 21 ans). En 1955, elle choisit le pseudonyme de scène « Bambi », qu'elle conservera toujours. Vivant publiquement sous une identité féminine, elle se produit au cabaret Madame Arthur sous ce nom et devient meneuse de revue. Puis, elle est embauchée au Carrousel de Paris, un club plus select situé près de Montparnasse, où elle reste 20 ans. Elle commence alors à se faire connaître d'un plus large public, tout en appréciant de pouvoir vivre en femme. A cette époque, elle rencontre son compagnon Marc et débute un traitement hormonal qui adoucit ses traits. Elle a une injection hebdomadaire d'Ovocycline, puis prend des comprimés de Distilbène.
Coccinelle lui propose de venir vivre avec elle. Elles ne peuvent cependant vivre complètement leur féminité, en scène comme le reste du temps « que par le truchement de l’habit : la métamorphose n'est guère achevée, il faut aller plus loin, changer de sexe, changer d’état civil. Nouvel obstacle : l’opération est interdite en France. On est en 1958, et c'est peut-être au Maroc que se trouve la solution. »
Coccinelle embarque ainsi pour Casablanca pour y faire une opération de réattribution sexuelle, et devient en 1958 la première femme trans française à avoir eu une opération de réattribution de sexe. Bambi craint pour sa part que l'opération ne la prive « des plaisirs de la vie ». Mais deux ans plus tard, en 1961, après plusieurs années de transition, elle décide à son tour d'effectuer son opération chirurgicale de réattribution sexuelle. Elle a plus de difficulté à changer d’état civil, car ses documents sont conservés en Algérie où le changement de sexe est très mal vu et où elle craint que sa famille ne fasse échouer ses demandes de papiers administratifs. Mais elle y parvient, et son état civil indique désormais qu'elle est née de sexe féminin sous le nom de Marie-Pierre.
En 1962, Bambi est accueillie par le public du cabaret lesbien Elle et Lui. Elle rencontre là Ute Wahl, dont elle tombe amoureuse. Après l'indépendance d'Algérie, elle invite sa mère à vivre avec elle.

### Enseignante et écrivaine
Elle envisage de faire du théâtre après avoir rencontré Jean Genet, mais le projet est abandonné[réf. souhaitée]. Tout en dansant la nuit, elle obtient le baccalauréat par correspondance et poursuit des études de lettres à la Sorbonne, où elle soutient un mémoire de maîtrise sur l'inversion dans l'œuvre de Marcel Proust. Elle passe alors le CAPES et devient professeure de français. Elle est nommée à Cherbourg et obtient deux ans plus tard sa mutation au collège Pablo-Picasso de Garges-lès-Gonesse, où elle enseigne pendant 25 ans, jusqu'en 2001. Sans que nul ne s'en doute, elle continue de danser, au Elle et Lui, rue Vavin, avec Ute Wahl.
Elle prend sa retraite en 2001, et elle est décorée des Palmes académiques,. Elle se consacre alors à l'écriture. Elle rédige son premier roman J'inventais ma vie qui paraît aux éditions Osmondes en 2003, une fiction inspirée de sa propre expérience sous le nom d'emprunt de Marie-Pier Ysser. En 2007, elle publie chez Bonobo son autobiographie Marie parce que c'est joli et révèle son identité et son parcours romanesque.
En 2012, elle signe aux éditions Ex Æquo. L'essai France, ce serait aussi un beau nom est publié dans la foulée. À partir des articles du journal Le Monde, de l'époque du général de Gaulle jusqu'à nos jours, elle s'emploie à expliquer de quelle manière l'aura de la langue française a perdu de son rayonnement sur la scène internationale[réf. souhaitée]. Elle fait ré-éditer son premier livre J'inventais ma vie chez Ex Æquo et en rédige une suite qui se décline en plusieurs tomes. Ainsi en 2013 sortent Madame Arthur et Le Carrousel. La Chanson du bac et Le Gay Cimetière viennent clore cette saga en 5 tomes.
Le public de lecteurs enjoint à Marie-Pierre Pruvot de narrer quelques anecdotes de coulisses[réf. nécessaire]. Elle s’exécute et publie la nouvelle Frissons au Carrousel. Pour clore l'année 2013, elle propose Comme autant de ronds dans l'eau..., co-écrit avec Galia Salimo. Le roman plonge le lecteur dans les méandres de manipulations familiales[réf. souhaitée].

### Cinéma et télévision
Toujours en 2013, un documentaire de Sébastien Lifshitz, intitulé Bambi, lui est consacré. Entre témoignages contemporains et images d'archives, elle y retrace son histoire et fait même un retour en Algérie. Le film sort en salles en juin. Lors de la Berlinale 2013, il reçoit un Teddy Award du meilleur film documentaire. Au début de l'année 2014, il est nommé à la cérémonie des César dans la catégorie des films de court métrage.
En 2015, elle participe à l'émission C'est mon choix sur le thème « Qui sera élue Miss Trans C'est mon choix ? ».
En février 2025, le comédien et réalisateur Hugo Bardin (Paloma) annonce travailler sur un long métrage centré sur la vie de Bambi.

### Autres décorations
Le 24 novembre 2014, Marie-Pierre Pruvot est élevée au grade de chevalier dans l'ordre national du Mérite par Roselyne Bachelot qui salue en elle « une femme d’exception, une combattante »[réf. obsolète]. Elle dédie cet honneur républicain « à toutes celles et ceux dont le combat pour une vie normale perdure[réf. souhaitée] », et ajoute : 

« Il y a encore en France aujourd'hui trop de gens tenus à la marge et qui n’aspirent qu’à vivre librement, normalement, sans scandale, à pouvoir voyager sans entraves, à se faire soigner à l’hôpital sans humiliation, toutes choses qui leur sont souvent inaccessibles. C’est à eux maintenant que je dédie cette décoration qui m’honore tant. »

Elle reçoit en 2024 le prix d'honneur du magazine Têtu « pour toute une vie inspirante. »

## Publications
- J'inventais ma vie, sous le nom de Marie-Pier Ysser, éditions Osmondes, 2003 ; rééd. 2013, éditions Ex Æquo, sous le vrai nom de l'auteure, Marie-Pierre Pruvot (tome 1)
- Marie parce que c'est joli (autobiographie), éditions Bonobo, 2007
- France, ce serait aussi un beau nom, éditions Ex Æquo, 2012
- J'inventais ma vie, tome 2 : Madame Arthur, éditions Ex Æquo, 2013
- J'inventais ma vie, tome 3 : Le Carrousel, éditions Ex Æquo, 2013
- Frissons au Carrousel, nouvelles, éditions Ex Æquo, 2013
- Comme autant de ronds dans l'eau..., co-écrit avec Galia Salimo, éditions Ex Æquo, 2013
- J'inventais ma vie, tome 4 : La Chanson du bac, éditions Ex Æquo, 2014
- J'inventais ma vie, tome 5 : Le Gai Cimetière, éditions Ex Æquo, 2014
- Bambi, une vie ordinaire, éditions Denoël, 2025[14]

### Documentaires
- Josée Dayan, « Nous n'irons plus au bois », sur film-documentaire.fr, 2008 (consulté le 30 novembre 2022).
- (en-US) Michiel van Erp, « I Am a Woman Now », sur filmplatform.net, 2012 (consulté le 30 novembre 2022).
- Sébastien Lifshitz, Bambi, 2013.
- Clara Vuillermoz, « Le Sexe de mon identité ; cocottesminute Production », sur Vimeo, 26 septembre 2018 (consulté le 30 novembre 2022).
- Sébastien Lifshitz, « Bambi, une nouvelle femme », sur myCANAL, 2021 (consulté le 30 novembre 2022).

### Émission de radio
- Alexandre Breton et Véronique Lamendour (réalisation), « Marie-Pierre Pruvot alias Bambi : de scène en scène », sur France Culture (consulté le 9 mai 2023), série d'entretiens (cinq émissions).
- Fabrice Drouelle, « Bambi, vedette de cabaret et femme ordinaire », sur France Inter, 9 mai 2023 (consulté le 9 mai 2023), un numéro de l'émission Affaires sensibles.